# ヤマアイ
ヤマアイ Mercurialis leiocarpa は、トウダイグサ科の草本のひとつ。古より染料として用いられた。ただし、普通は青にはならない。

## 特徴

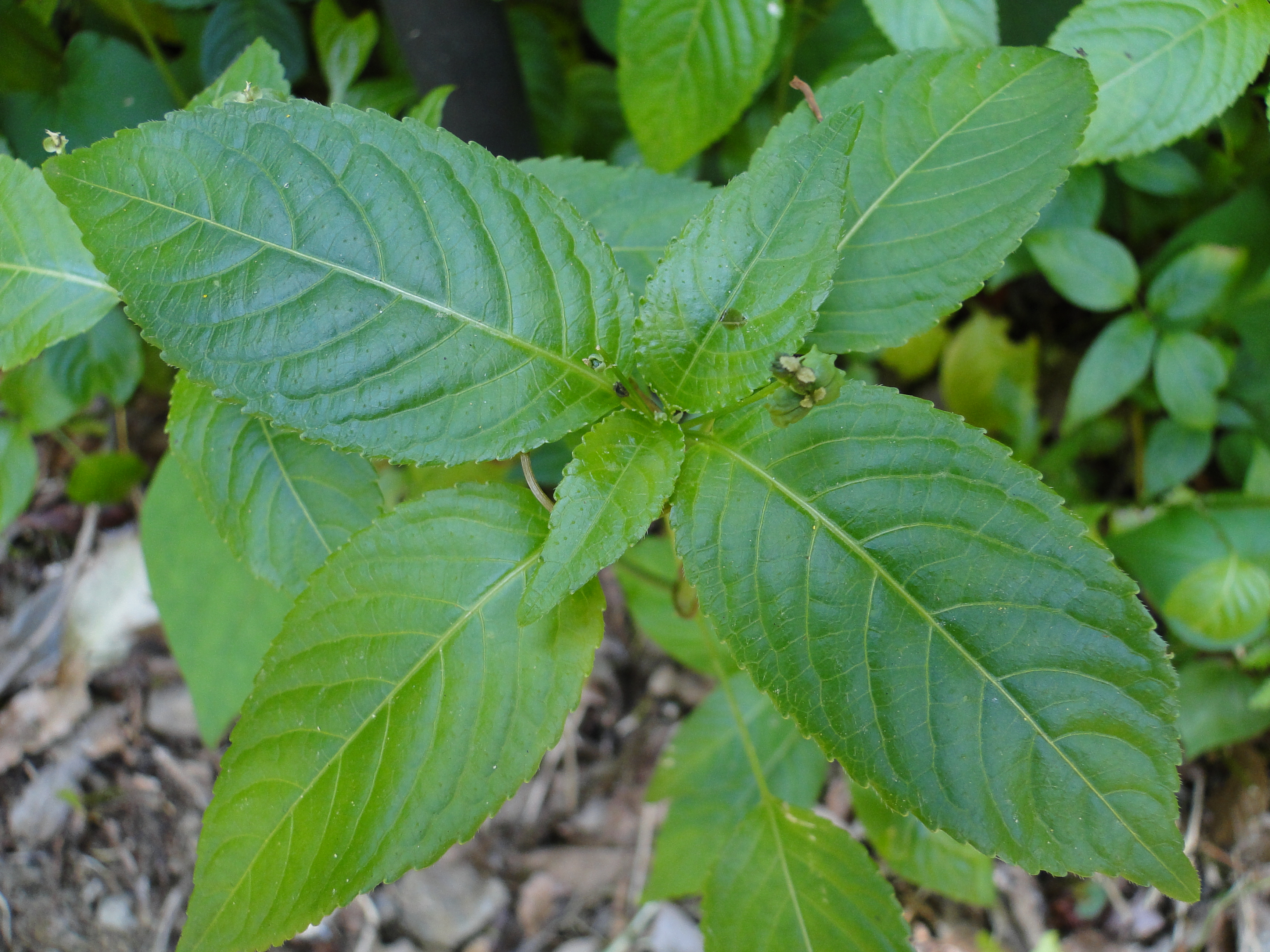
ヤマアイ

小型の多年生草本。地下茎が横に這い、繰り返し分枝し、群落を形成する。地下茎は生時には白いが、乾燥させると紫色を発色する。地上の茎は立ち上がって高さ30-40cmほど。茎の断面は四角で角は稜になる。葉は対生で、披針形の托葉がある。葉身は長楕円状披針形から卵状楕円形で長さ10cm程度。先端は尖り、基部はやや幅広く、縁には鋸歯が並ぶ。葉の面にはまばらに毛が生えている。長い葉柄がある。
花期は4-7月、茎の先端の方の葉腋から花序を出す。雌雄異株。雄花序、雌花序ともやや総状に見える穂状花序となる。花は間を置いて付き、特に雌花序では花数が少ない。雄花では、花被は膜質で敷き石状に配列し、蕾では閉じて萼全体で球形をなし、開花すると3裂する。雄蕊は10-30本あり、仮雄蕊はない。花糸は互いに融合せず、花床の中央から束になって出る。葯は2室、基部まで互いに離れ、はじめ下向きに垂れるが後に上を向き、外側上面で縦に裂ける。
雌花では花被は3、花盤は2裂して、それぞれ先端が披針形の突起として突き出す。その間に子房があり、子房2室はこの突起2本に挟まれて左右に突き出る形になる。柱頭は2個、子房の各室には胚珠1つのみを含む。蒴果は亜鈴型で径約5mm、表面に突起があり、熟すと2つの小球に分かれる。種子は球形。
和名はいわゆるアイが畑にできるのに対し、山に自生することから。

## 分布と生育環境
本州（青森県深浦町）から琉球列島にかけて分布し、国外では朝鮮、中国、台湾、インドシナに知られる。山林の下草として群生している。

## 分類
本種の所属するヤマアイ属 Mercurialis はヨーロッパからアジアに7種が知られるが、日本には本種のみが知られる。

## 利用
本種は日本では最も古くから用いられた染料であるとされている。中国からアイ（タデ科）やリュウキュウアイ（キツネノマゴ科）が伝わる以前から、本種は摺り染め用の染料として用いられた。万葉集や源氏物語にもその名があがっており、皇室が神事に用いる小忌衣（おみごろも）の染料も本種が使われた。生の葉を布に摺り付けることで染色を行い、それによって出る色は青ではなくて緑である。ヤマアイにはインジゴが含まれておらず、青は出ない。
文献では山藍摺りは青色と記されている。上記の小忌衣は「紅（あけ）の長紐」をつけた「青摺衣（あおずりぎぬ）」であり、それを染めるのに本種が使われたという。ただし、日本語の「あお」が現在その名で呼ばれる色を示すようになったのは室町以降ではないかとも言われ、それ以前には緑色をも含めてこの名で呼んでいたと考えられる。ただし、それはやはり青色だったのではないかとの判断から、本種を使い、何らかの手法を加え、青にすることができたのではないかとの検討も行われている。
研究により、地下茎（乾燥させると青くなる）を乾燥させて細かくして水で抽出し、銅を媒染に用いることにより青色を定着させることに成功している。
他方、そのような文献に言及がある山藍が、実際に本種を指したのかどうかについて疑問を呈する声もある。それによると、山藍が日本最古の染料、あるいは日本独自の染料とする通説はあるが、その裏付けとなる文献がごく少ないこと、またその植物が本種であるとの文献も江戸時代以降にしか存在しないことなどを挙げており、あるいは単に『山で取れるアイのような植物』の意味であった可能性にも触れている。

### 混乱について
藍と呼ばれるが、実際には青い色素を含まない。しかしながら本種の地下茎は乾燥させると紫になるため、青の染料になるとの誤解がある。またアイやリュウキュウアイと混同されることもある。さらに、明治の初めの頃、鹿児島地方で栽培品のリュウキュウアイをヤマアイと呼んだこともあり、混乱を助長したらしい。実際には藍のように浸染の方法で染めても青くはならず、緑色になる。